# Bárbara Heliodora Carneiro de Mendonça
Heliodora Carneiro de Mendonça (29 d'agost de 1923 - 10 d'abril de 2015) coneguda pel pseudònim Bàrbara Heliodora, fou una crítica de teatre brasilera, escriptora, assagista, periodista, i traductora, especialitzada en l'obra de William Shakespeare.

## Biografia
Va nàixer a l'agost de 1923. Sos pares foren Anna Amélia i Marcos Carneiro de Mendonça. Heliodora començà a fer crítica de teatre als 35 anys.
Heliodora va morir el 10 d'abril de 2015.

## Algunes publicacions
- 2013. A história do teatro no Rio de Janeiro.
- 2013. Caminhos do teatro ocidental.
- 2014. Shakespeare: o que as peças contam — Tudo o que você precisa saber para descobrir e amar a obra do maior dramaturg de todos os tempos.

## Honors

### Guardons[5]
- Ministeri de Cultura de França amb l'Orde de les Arts i les Lletres.
- Medalla João Ribeiro per l'Acadèmia Brasileira de Lletres.